# Bangsamoro
Bangsamoro, tên chính thức: Khu Tự trị Hồi Giáo Mindanao Bangsamoro (tiếng Filipino: Rehiyong Awtonomo ng Bangsamoro sa Muslim Mindanao, viết tắt: BARMM) là một khu vực nằm ở đảo Mindanao của Philippines. Nó bao gồm tất cả các địa phương của Philippines có chủ yếu là người Hồi giáo, cụ thể gồm: Basilan (trừ thành phố Isabela), Lanao del Sur, Maguindanao, Sulu và Tawi-Tawi, và các thành phố Hồi giáo Marawi. Đây là khu vực duy nhất có chính phủ riêng của mình. Thủ phủ của vùng ở thành phố Cotabato, mặc dù thành phố này nằm ngoài địa giới quản lý của vùng. ARMM trước đây bao gồm cả tỉnh Shariff Kabunsuan cho đến ngày 16 tháng 7 năm 2008. Tổng diện tích: 26.974 km². Tổng dân số:4.120.795 người (năm 2007)

## Hành chính

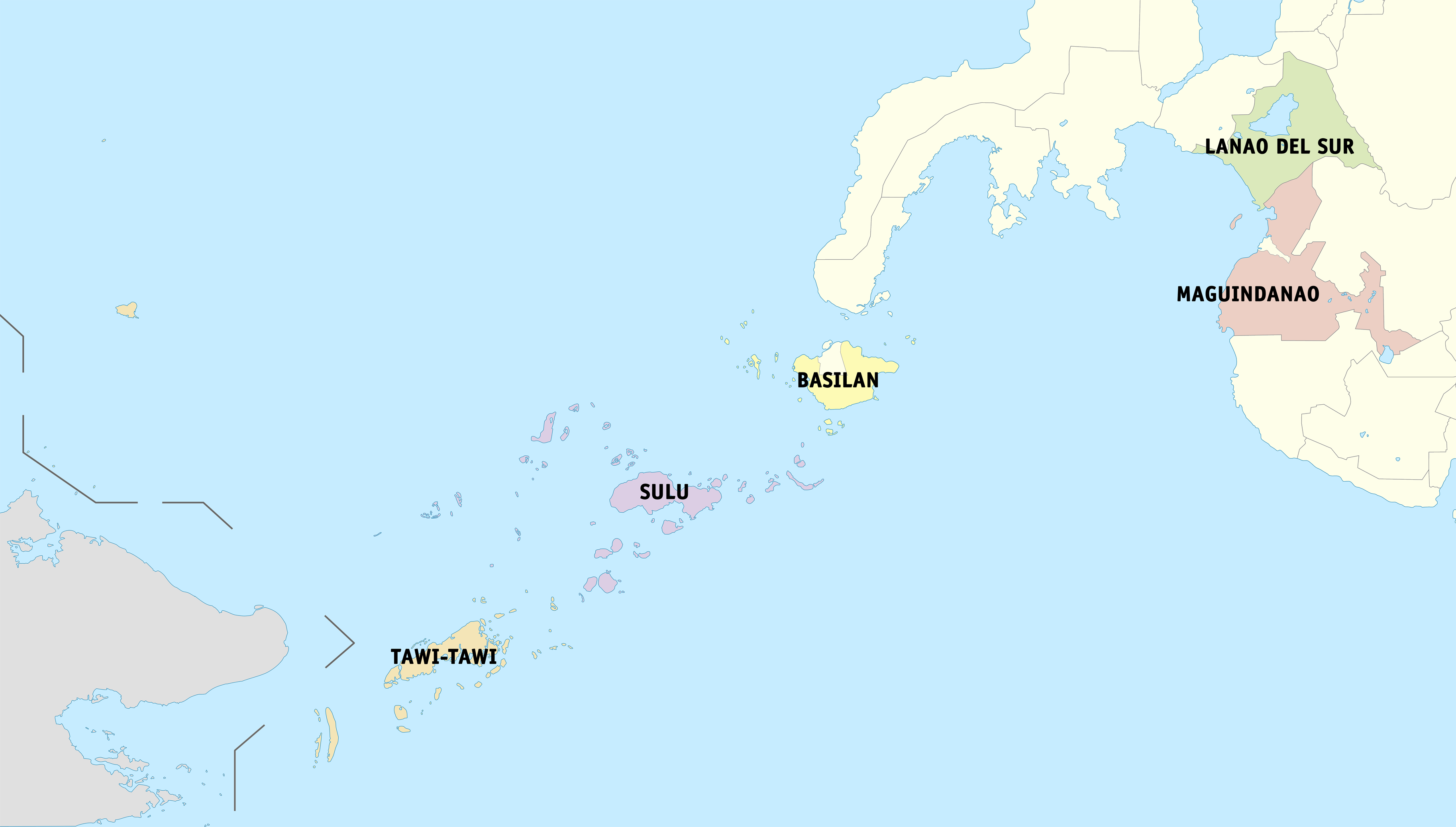
Bản đồ hành chính Khu tự trị Hồi giáo Mindanao

| Tỉnh          | Thủ phủ           | Dân số (2000) | Diện tích (km²) | Mật độ (trên km²) |
| ------------- | ----------------- | ------------- | --------------- | ----------------- |
| Basilan       | Thành phố Isabela | 408,520       | 1,994.1         | 204.9             |
| Lanao del Sur | Thành phố Marawi  | 1,138,544     | 12,051.9        | 94.5              |
| Maguindanao   | Shariff Aguak     | 1,273,715     | 7,142.0         | 178.3             |
| Sulu          | Jolo              | 849,670       | 2,135.3         | 397.9             |
| Tawi-Tawi     | Bongao            | 450,346       | 3,426.6         | 131.4             |